# Технички факултет Универзитета Сингидунум
Технички факултет (скраћено ТФ) је високошколска установа Универзитета Сингидунум. Седиште се налази у Београду, са додатним центром у Новом Саду. Спроводи основне, мастер и докторске академске студије у областима инжењеринга софтвера и науке о подацима на српском и енглеском језику. Тренутни декан је Марко Танасковић.

## Историја
Технички факултет Универзитета Сингидунум образује стручњаке у областима инжењеринга софтвера и науке о подацима. Мисија Факултета је оспособљавање студената за креативно решавање изазова и доношење одлука кроз обједињавање техничких, пословних и менаџерских знања, а са циљем оптималног коришћења људских, материјалних, финансијских и информационих ресурса.
Спроводи студије на три степена. Основне академске студије трају четири године, а студент после њих стиче звање дипломирани инжењер софтвера честворогодишњих студија. Мастер академске студије чине два програма и трају годину дана. Студије на овом нивоу пружају стицање знања из области инжењерства, информатике и менаџмента, потребних за покретање и одржавање интелигентних система, односно организација. Докторске академске студије трају три године, а студијски програм на овом степену зове се интелигентно софтверско инжењерство.

## Студије
- Софтверско и информационо инжењерство (ОАС, МАС)
- Наука о подацима (МАС)
- Интелигентно софтверско инжењерство (ДАС)